# 프란체스코 델라 로카
프란체스코 델라 로카(이탈리아어: Francesco Della Rocca, 1987년 9월 14일, 브린디시 ~ )는 이탈리아의 전 축구 선수이다.

## 선수 경력
볼로냐 유스팀 출신인, 델라 로카는 2010-2011 시즌을 전체로 뛰기전에는 선수 경력 처음을 하부리그로 임대를 다니며 보냈다. 2011년 8월 3일에 그는 볼로냐와 5년 계약을 맺었으나, 일주일 후에 350만 유로의 공동 소유 계약으로 인하여 팔레르모에 입단하게 되었다.
2012년 여름에, 피오렌티나로 이적하게 되었다. 하지만 그는 2012년 9월에 부상을 당하였다. 2013년 1월 12일에, 그는 시에나로 임대를 보내지게 되었다.

## 사생활
그의 남동생 역시도 프로 축구 선수인 루이지 델라 로카이다.